# El Pou de la Gallina

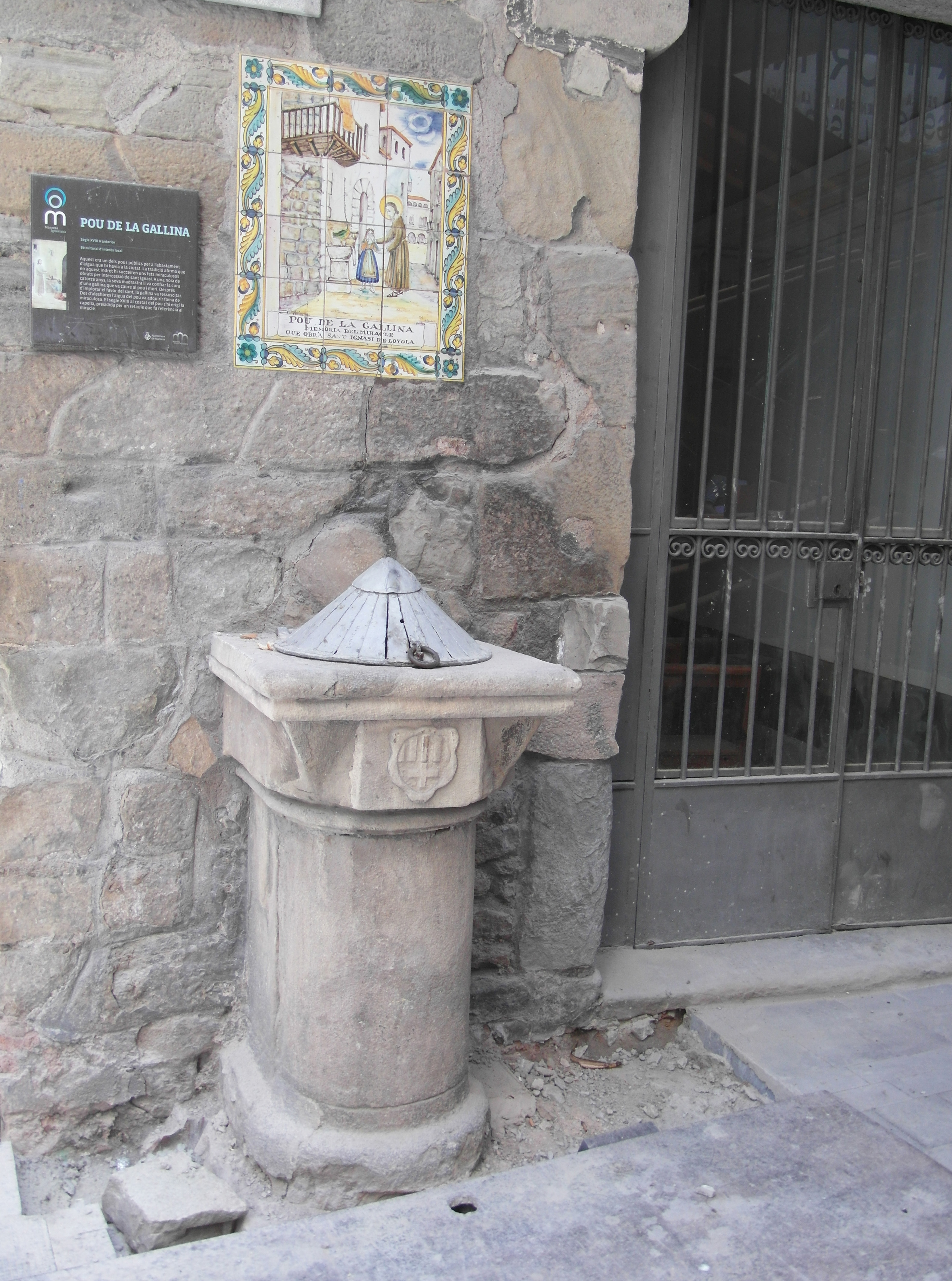
El Pou de la gallina, al carrer Sobreroca de Manresa, que dona nom a la publicació manresana

El Pou de la Gallina és una revista manresana d'informació i opinió de periodicitat mensual, publicada per l'Associació Cultural El Pou de la gallina, amb la finalitat de dinamitzar la vida cultural a la ciutat de Manresa. L'origen del nom de la publicació, genuïnament manresà, fa menció al conegut pou situat al carrer de Sobrerroca, al Barri Antic, en el qual Sant Ignasi de Loiola, en la seva estada a la ciutat, va fer el miracle de rescatar-ne una gallina, segons conta la llegenda. Des de 1994 la revista té la seu al costat mateix del monument.
El 2015 tenia una tirada de 1.200 exemplars i una audiència d'uns quatre mil lectors. El seu professionalisme la distingeix de moltes revistes localistes. L’associació també ha editat el col·leccionable històric Les persones i els fets, amb 66 episodis ciutadans, la revista literària El Pou de Lletres (1996-2000) –una revista dedicada a la literatura i el pensament–, l’àlbum il·lustrat Oleguer Bisbal”basat en el còmic del ninotaire Manel Fontdevila, germà d'un dels fundadors de la revista, Ramon Fontdevila, i el suplement El Pou jove”(2001-2011) escrit i dirigit a les noves generacions de lectors.

## Història
Va ser fundada per Jaume Puig i Ibáñez, Ramon Fontdevila, Joan Morros i altres membres de la dissolta associació d'animació cultural Tabola (1981-1985) «nascuda amb voluntat de servei, oberta a la participació» com diu la declaració de principis del número zero. Des de l'inici va aprofitar la col·laboració de voluntaris i el suport d'una copisteria local. Amb un capital de 300.000 pessetes i l’únic potencial de prop de 400 subscriptors inicials, el dia 23 d’abril de 1987, va sortir al carrer la revista en blanc i negre, de 36 pàgines, amb un tema central titulat “La sida a Manresa”. La revista ha sortit mensualment des d'aleshores sense sense cap interrupció i el juny 2014 es va celebrar l'aparició del número 300.
A partir de l’any 2000, l'entitat entra a Internet amb la creació d’una pàgina fixa de primera generació que, amb els anys, ha anat evolucionant fins al format de diari digital en associació amb el grup Nació Digital. En arribar al vint-i-cinquè aniversari, El Pou digital esdevé una revista digital amb l'esperit fundacional de 1987 i continguts propis en diferents àmbits temàtics, així com opinió, divulgació, propostes d'oci i cultura i un espai per a l'humor i la sàtira.

## Premis
- Premi Lacetània 1988 al reportatge Fontal, viure dels morts, publicat a la revista de gener del mateix any.
- Premi Tasis Torrent 1991 a la millor publicació local. (Diputació de Barcelona)
- Premi Lacetània 1995 al reportatge Teatre professional, entre la comèdia i el drama, de Joaquim Noguero, publicat a la revista d'octubre del mateix any.
- Premi Lacetània 1996 al macroreportatge 24 hores en la vida d'una ciutat, publicat al número 100 de la revista i coordinat per Josep M. Oliva.[13]
- Premi Tasis Torrent 1996 al millor reportatge al treball Viure amb el càncer, de Joan Piqué i Míriam Tirado, publicat el novembre de 1995.[5]
- Premi Lacetània 1998 al reportatge L’adopció, una opció que topa amb dificultats, d’Eva Díaz i Laia Olivé.
- Premi Lacetània 2009 al suplement Pou Jove.
- Premi Lacetània 2011 a Jordi Sarsans pel seu cicle d’entrevistes biogràfiques iniciat el 1997.